# Héctor Miguel Morales Llanas
Héctor Miguel Morales Llanas (San Nicolás de los Garza, 3 maggio 1985) è un ex calciatore messicano, di ruolo difensore.

## Caratteristiche tecniche
In carriera ha ricoperto principalmente il ruolo di difensore centrale.

## Palmarès

### Club
- Campionato messicano: 2

Monterrey: 2009 (A), 2010 (A)